# Jardins de Walter Benjamin
Els jardins de Walter Benjamin es troben sobre l'avinguda de Josep Carner al districte de Sants-Montjuïc de Barcelona. Reben el nom del filòsof i assagista alemany Walter Benjamin (1892-1940) integrat en el pensament de l'Escola de Frankfurt. Van ser creats el 1981 amb un projecte dels arquitectes Daniel Navas, Neus Solé i Imma Jansana dins d'un pla per millorar els accessos a la muntanya de Montjuïc i contribuir a la continuïtat del verd des de les Drassanes fins al seu enllaç amb els Jardins de l'Exposició de 1929.

## Història
Estan ubicats en una zona límit de la trama urbana: el front marítim i la muntanya de Montjuïc, lloc on havien proliferat, des de les acaballes del vuit-cents, magatzems del transport marítim i emmagatzematge de carbó.
Avui, segueix l'eix vertebrador de la Barcelona Neoclàssica en la perspectiva que des del Parc de la Ciutadella, ens acosta a la muntanya de Montjuïc. L'actuació s'inscriu en els prolegomens de l'etapa "Del pla al projecte" que Oriol Bohigas definiria en el seu llibre «Reconstrucció de Barcelona» on apareix aquest espai amb el títol de «Jardins de la Porta de Montjuïc» nom que els autors d'aquests jardins li donen en referència a l'antiga porta de la muralla i que encara avui, pot apreciar-se en la grafia que acompanya alguns dels carreus de pedra sorrenca de Montjuïc dels accessos al jardí.

## Descripció

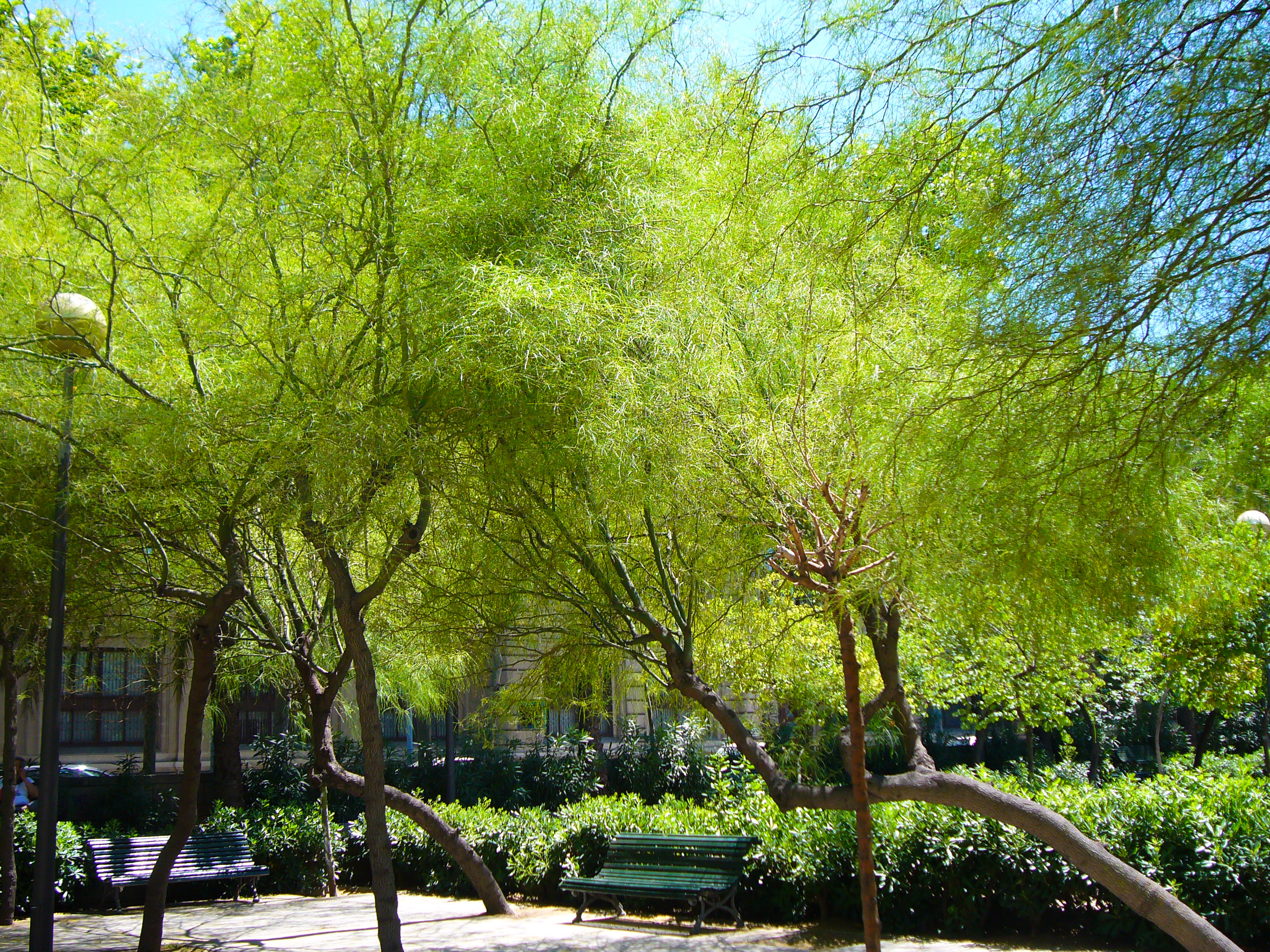
Espai interior

Un passeig amb doble filera de "Plàtans" enllaça visualment l'itinerari des de les antigues Drassanes amb les escales de Miramar, construïdes segons projecte de Jean Claude Nicolas Forestier.
Una primera filera de palmeres acompanya un jardí interior que dibuixa la successió de tres espais diferenciats per la floració dels arbres, sobre un sinuós fons curvilini.
En aquest espai els autors van incorporar dos elements simbòlics de la història de la muntanya: una font en forma de tassa que havia format l'eix central de l'avinguda de Maria Cristina projectada pel paisatgista Forestier i l'escultura «Marinada» d'Antoni Alsina que formava part del disseny de l'Exposició Internacional de 1929 com a element icònic dels nous jardins. En l'actualitat aquesta obra es troba en el lloc que inicialment ocupava en l'espai dels jardins del passeig de Santa Madrona.
Tant el tractament dels elements materials com algunes de les peces o basaments, s'inscriuen en el corrent "post modern" per l'aportació descontextualitzada de certs signes clàssics que va caracteritzar aquests anys i que els autors del projecte també estendrien tres anys després al Parc de Can Sabaté de Barcelona. Alguns dels elements materials com les peces del paviment de peces de reconstrucció granítica dissenyades per l'avinguda de Josep Carner en aquest projecte van ser després utilitzades per alguns dels espais del Parc de la Villette a París.

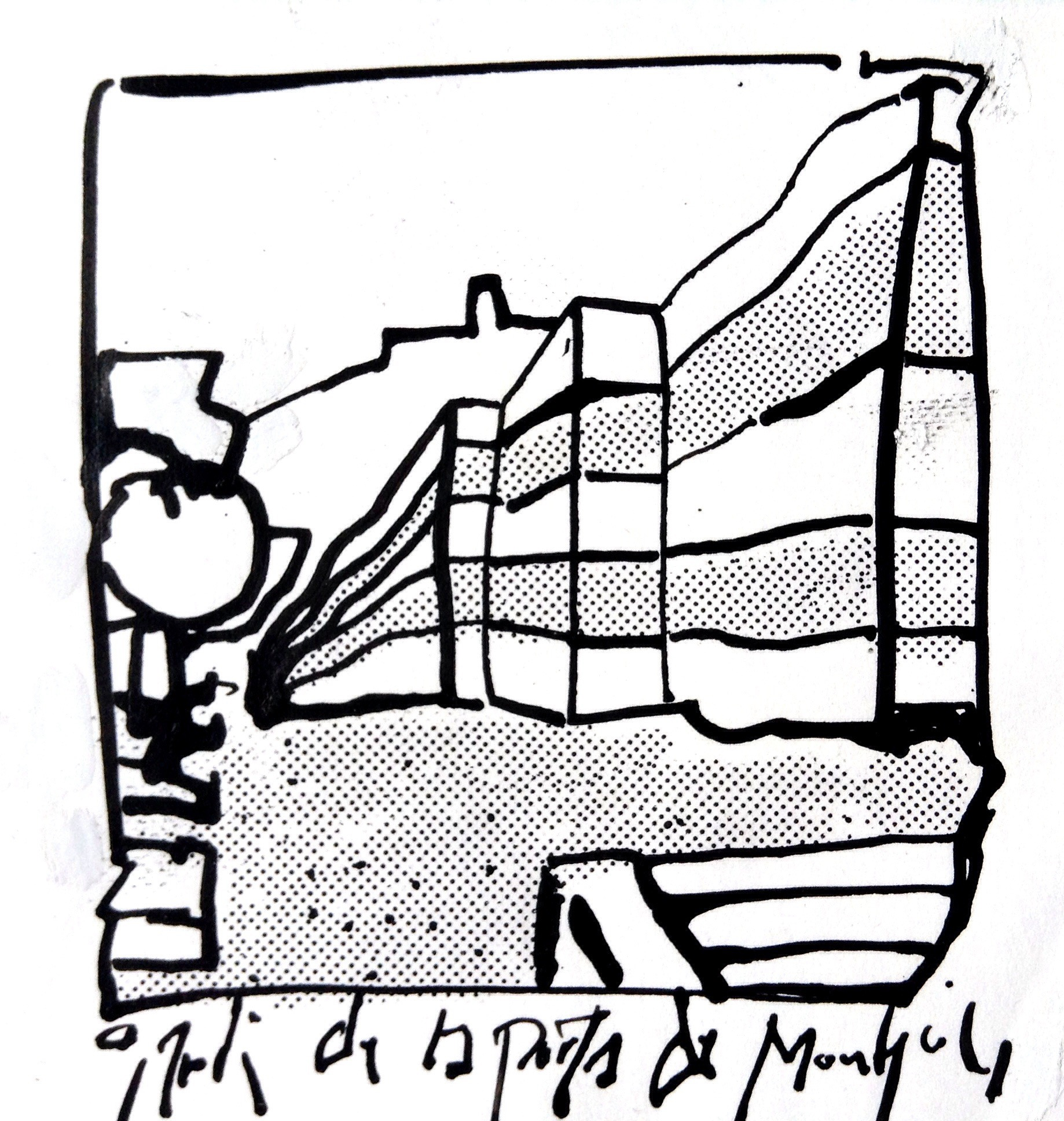
Dibuix amb ploma: mur Jardins de W.Benjamin - D.Navas, 1981
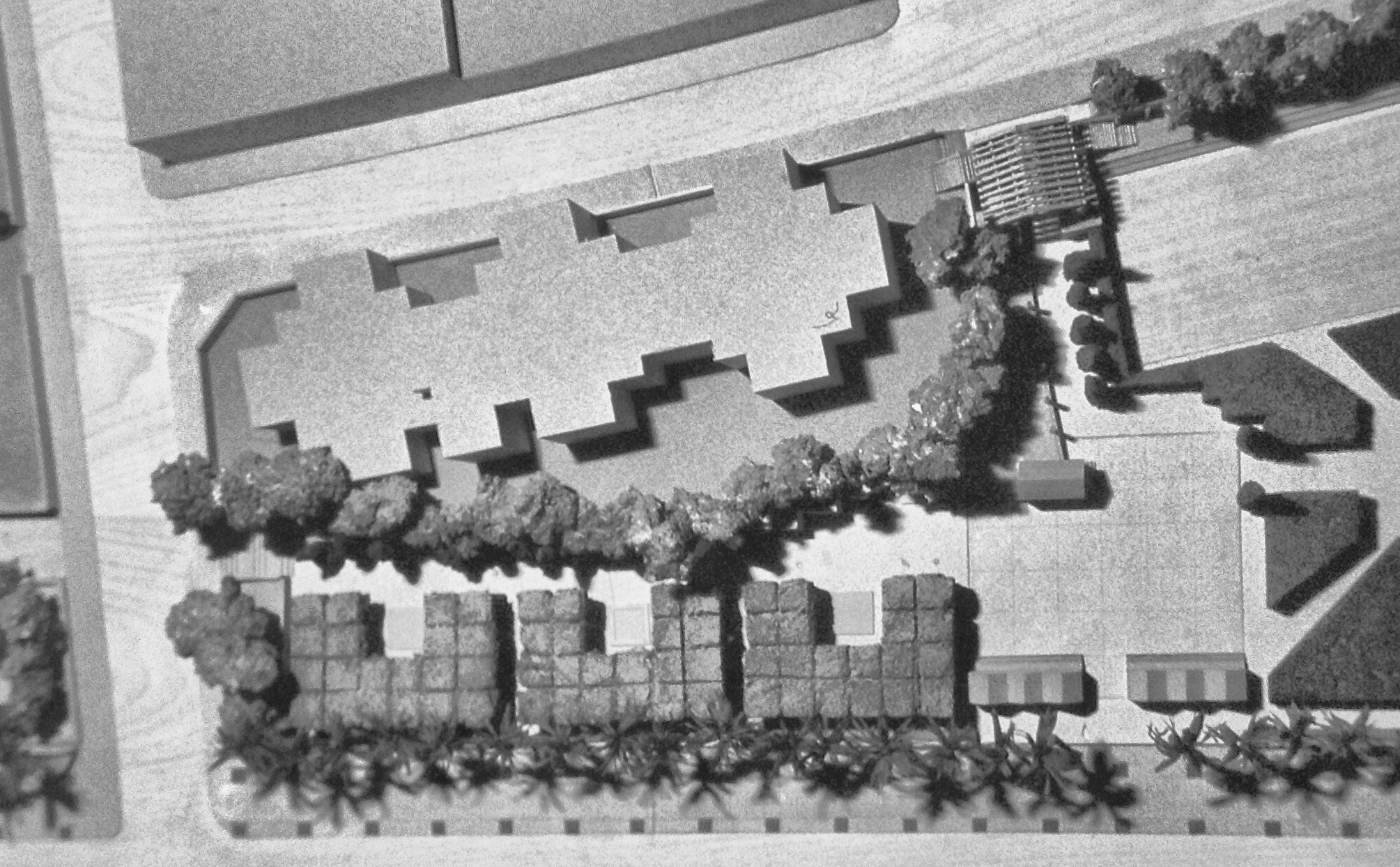
Model projecte 1981
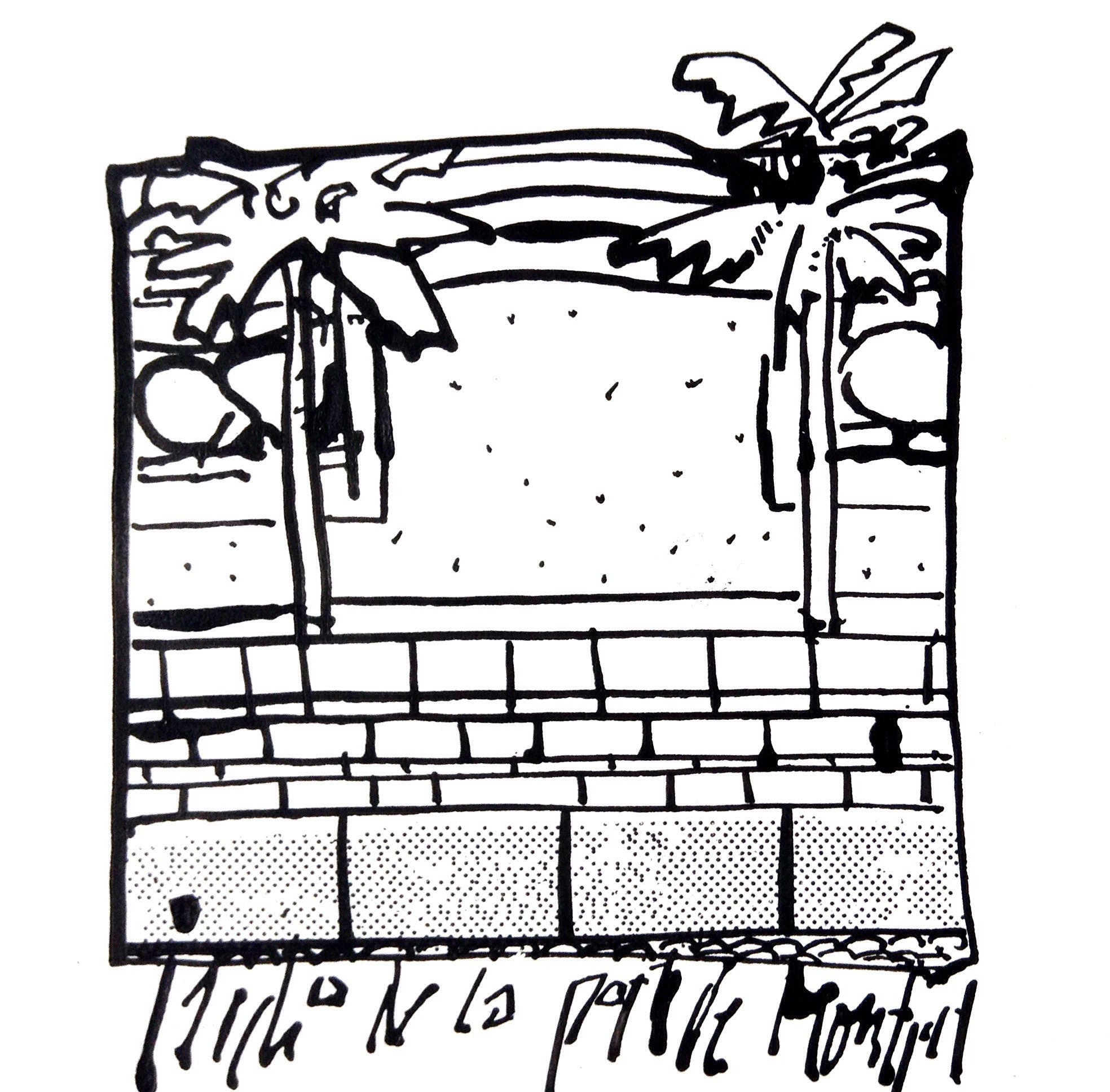
Dibuix amb ploma: mur passeig Jardins de W.Benjamin - D.Navas 1981,
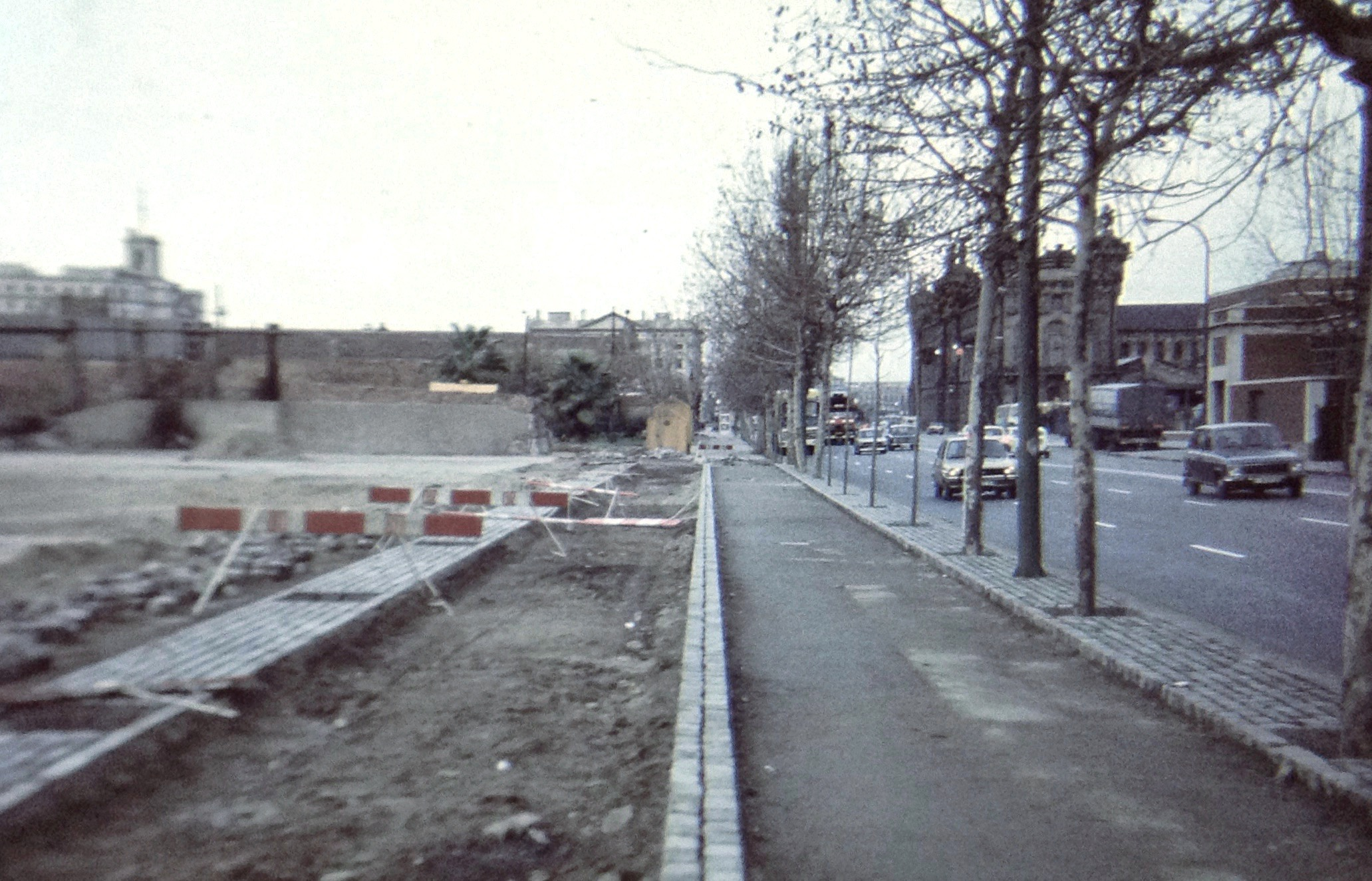
Construcció del passeig i jardí 1982
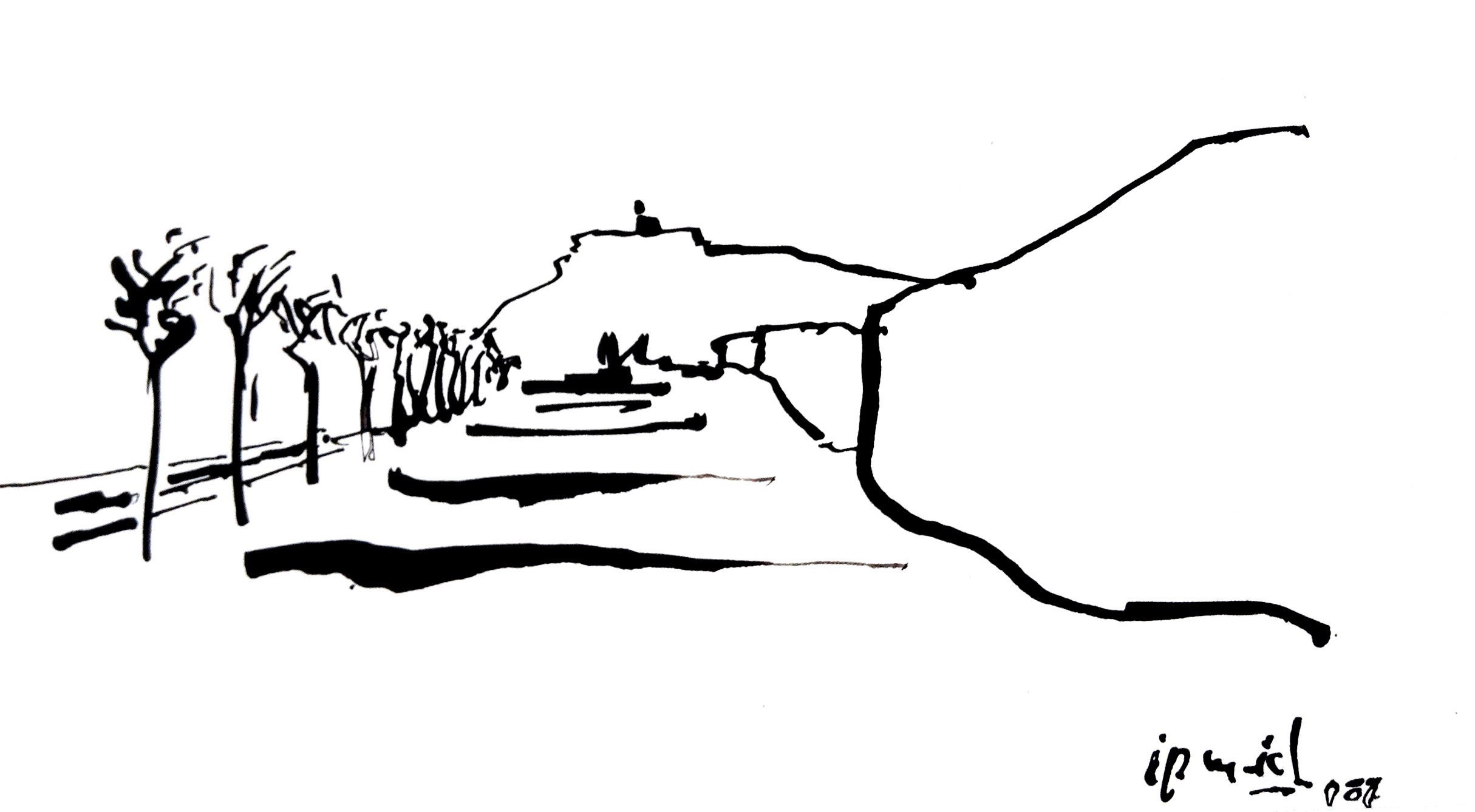
Perspectiva projecte 1981
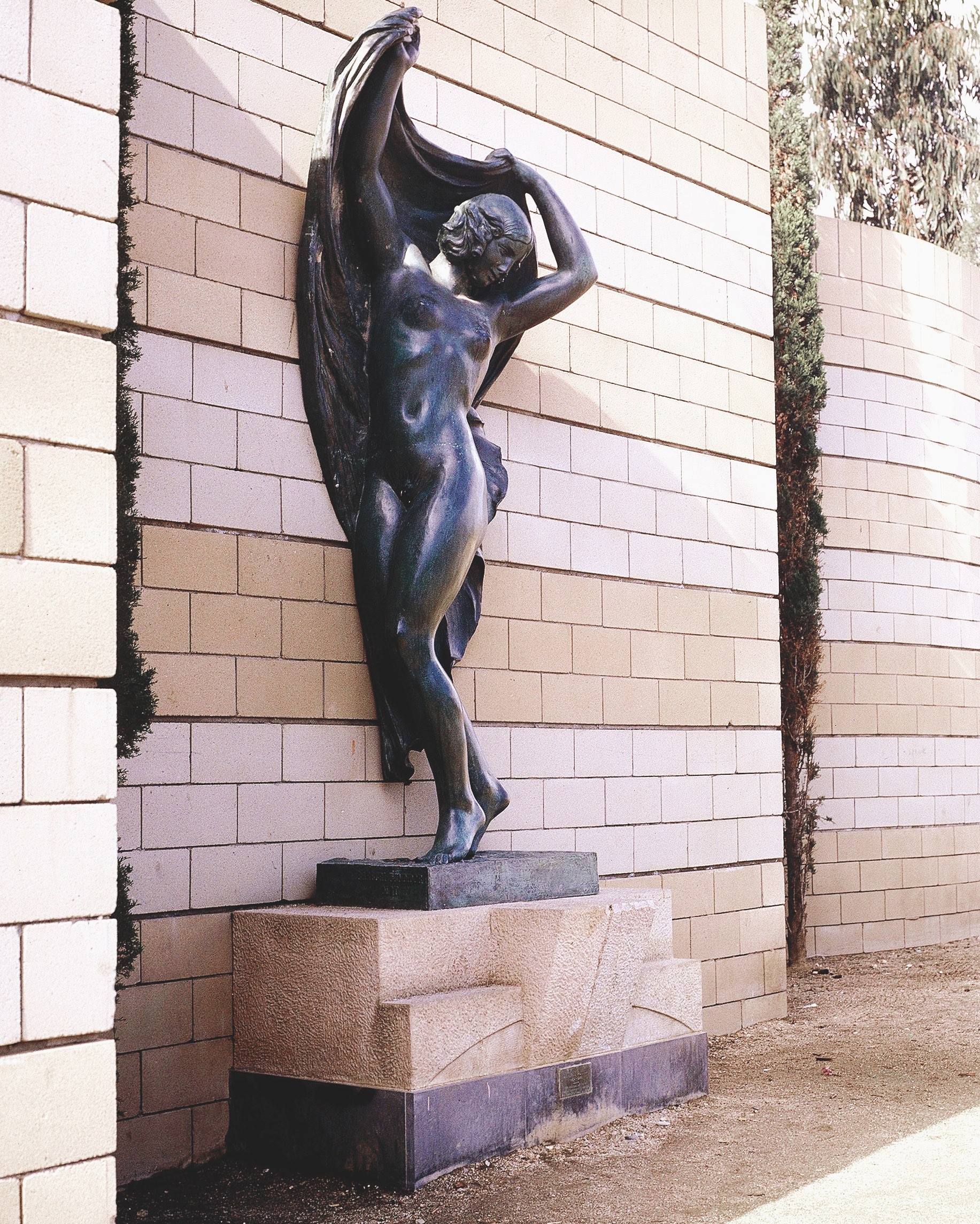
Incorporació escultura d'Antoni Alsina de 1929 als jardins a 1982
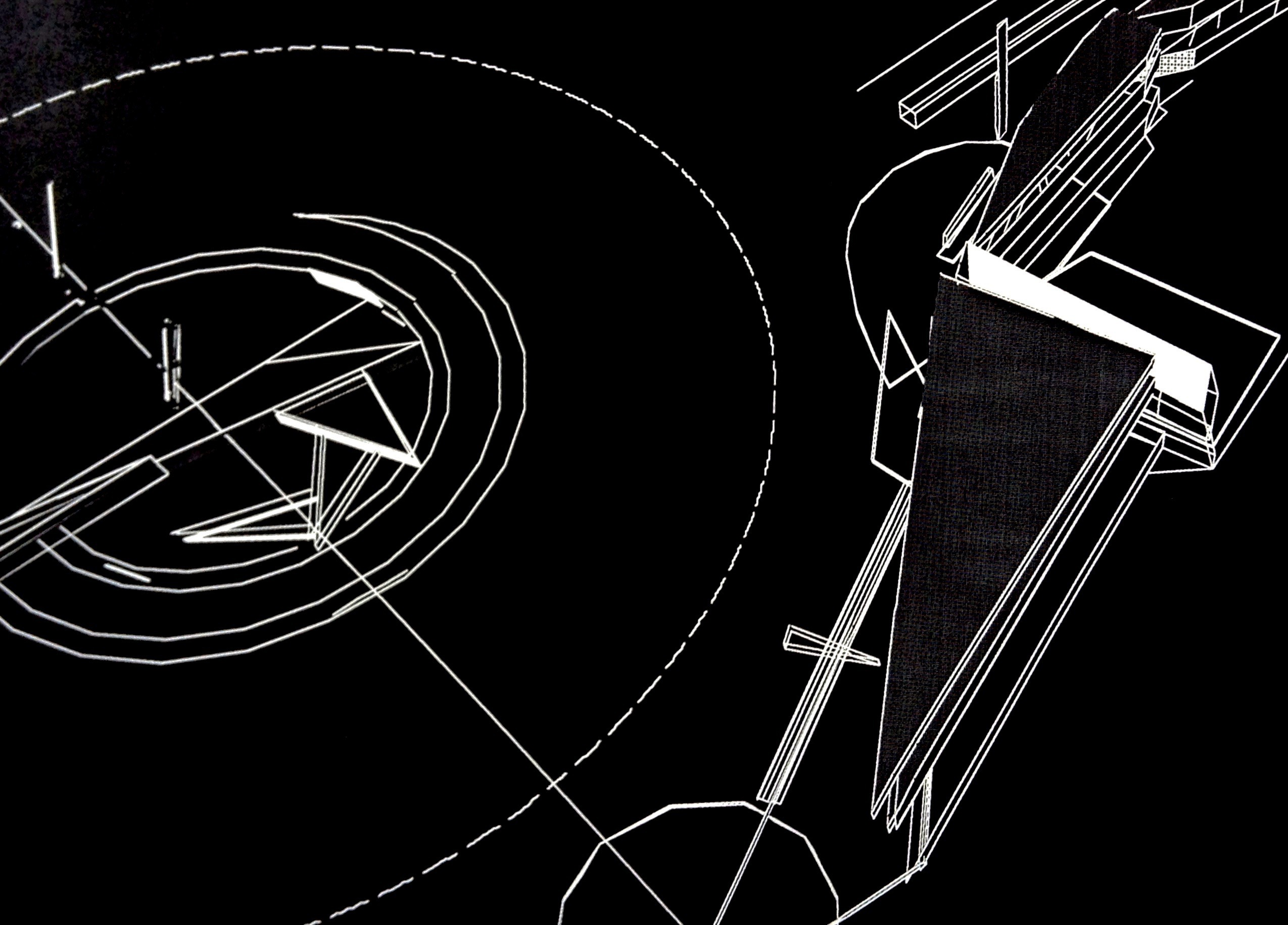
Projecte 1991 ordenació plaça Drassanes
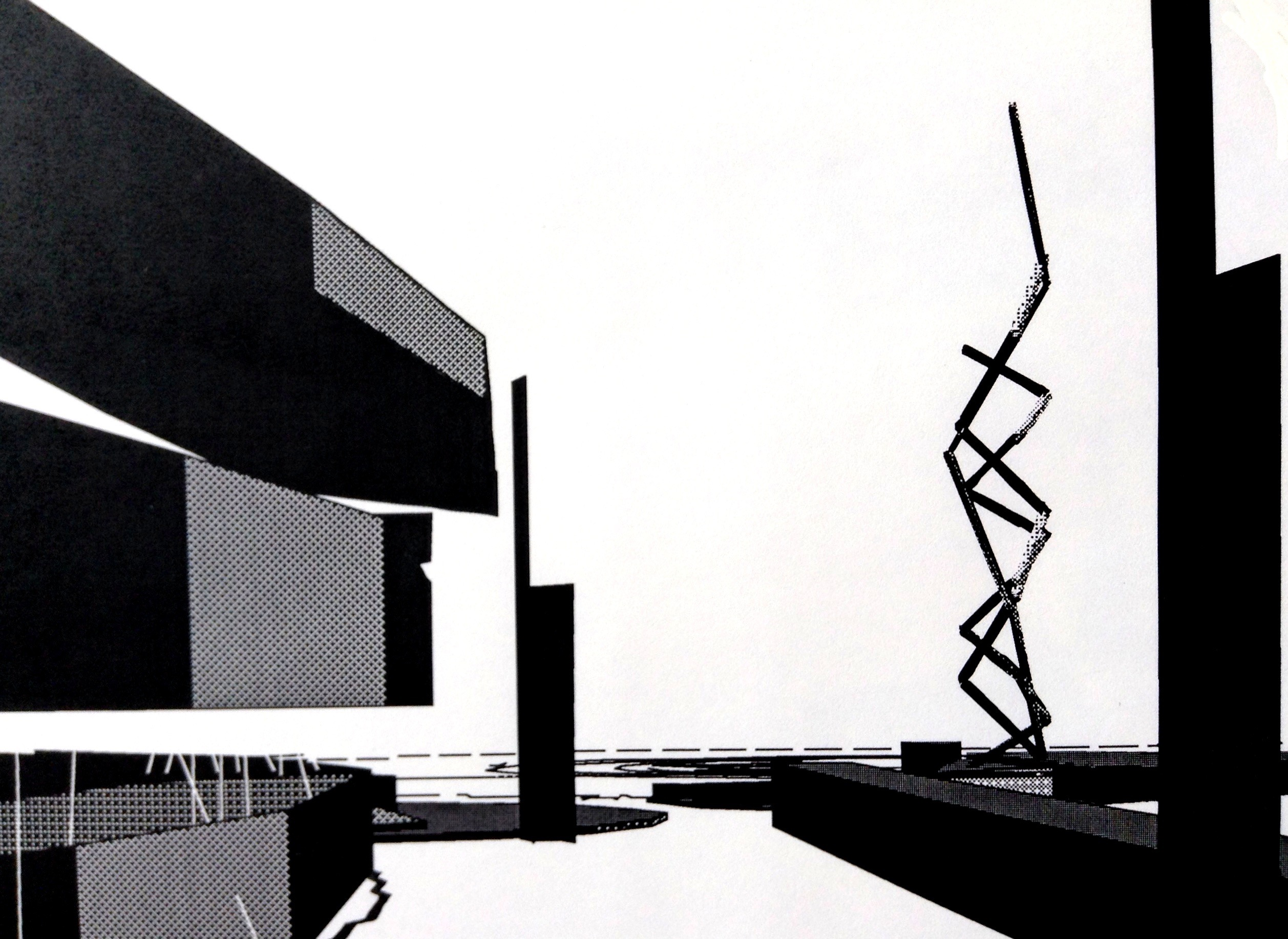
Projecte 1991 escultura plaça Drassanes. D.Navas, N.Solé
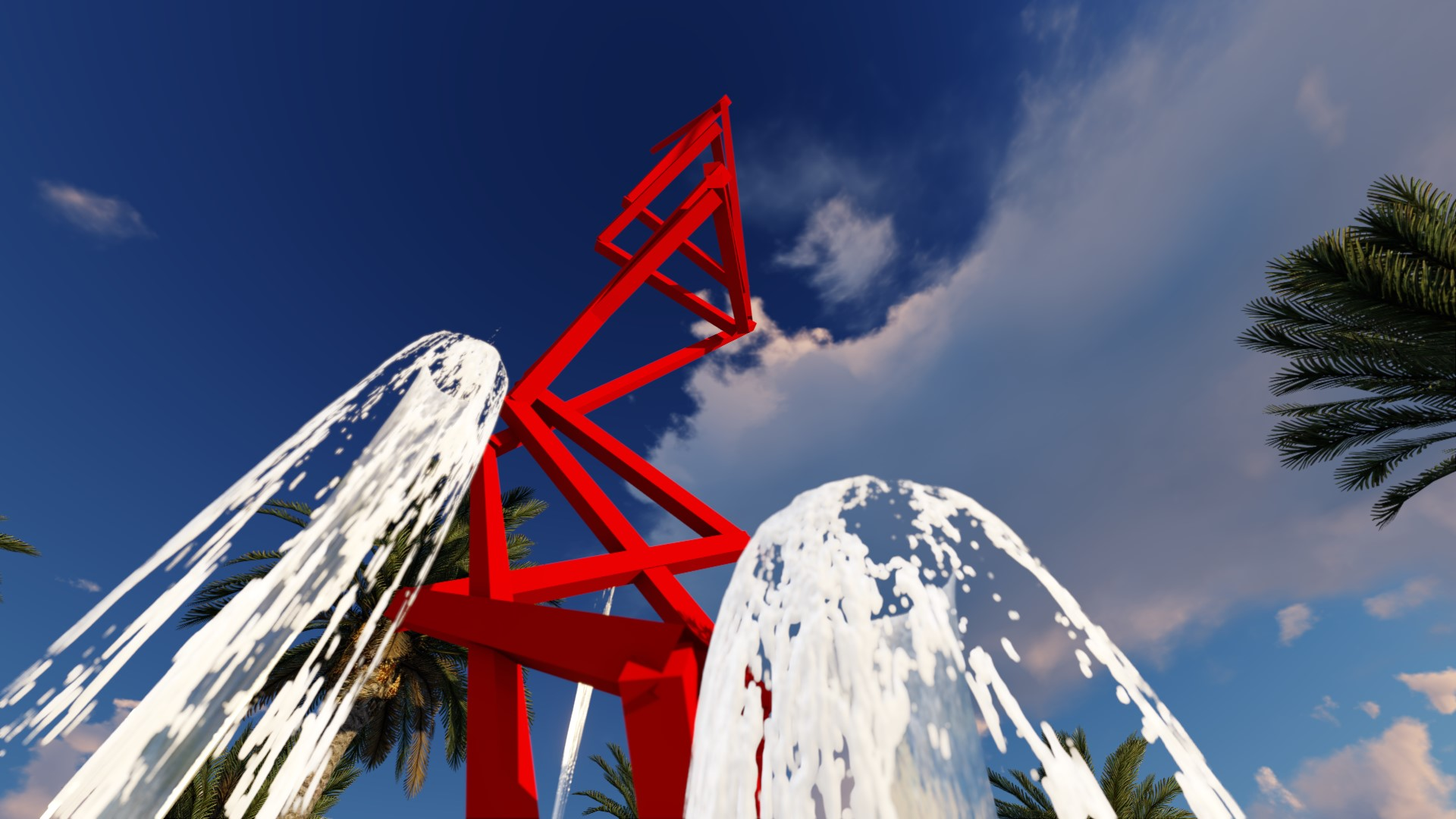
Escultura "Escala Vermella" ("Red Ladder") de D.Navas i N.Solé. Projecte 1991
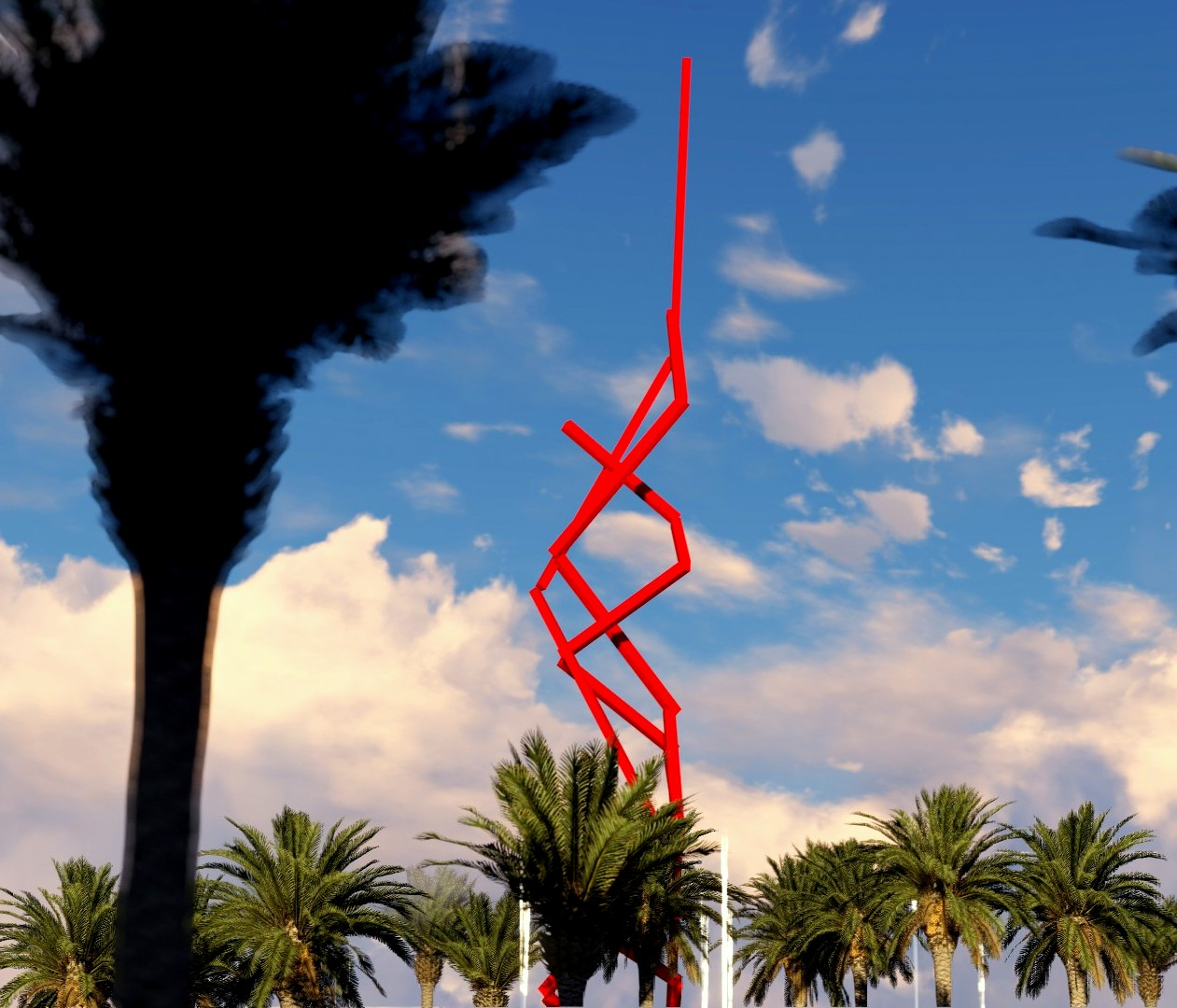
Escultura "Escala Vermella" de D.Navas i N.Solé. Projecte 1991
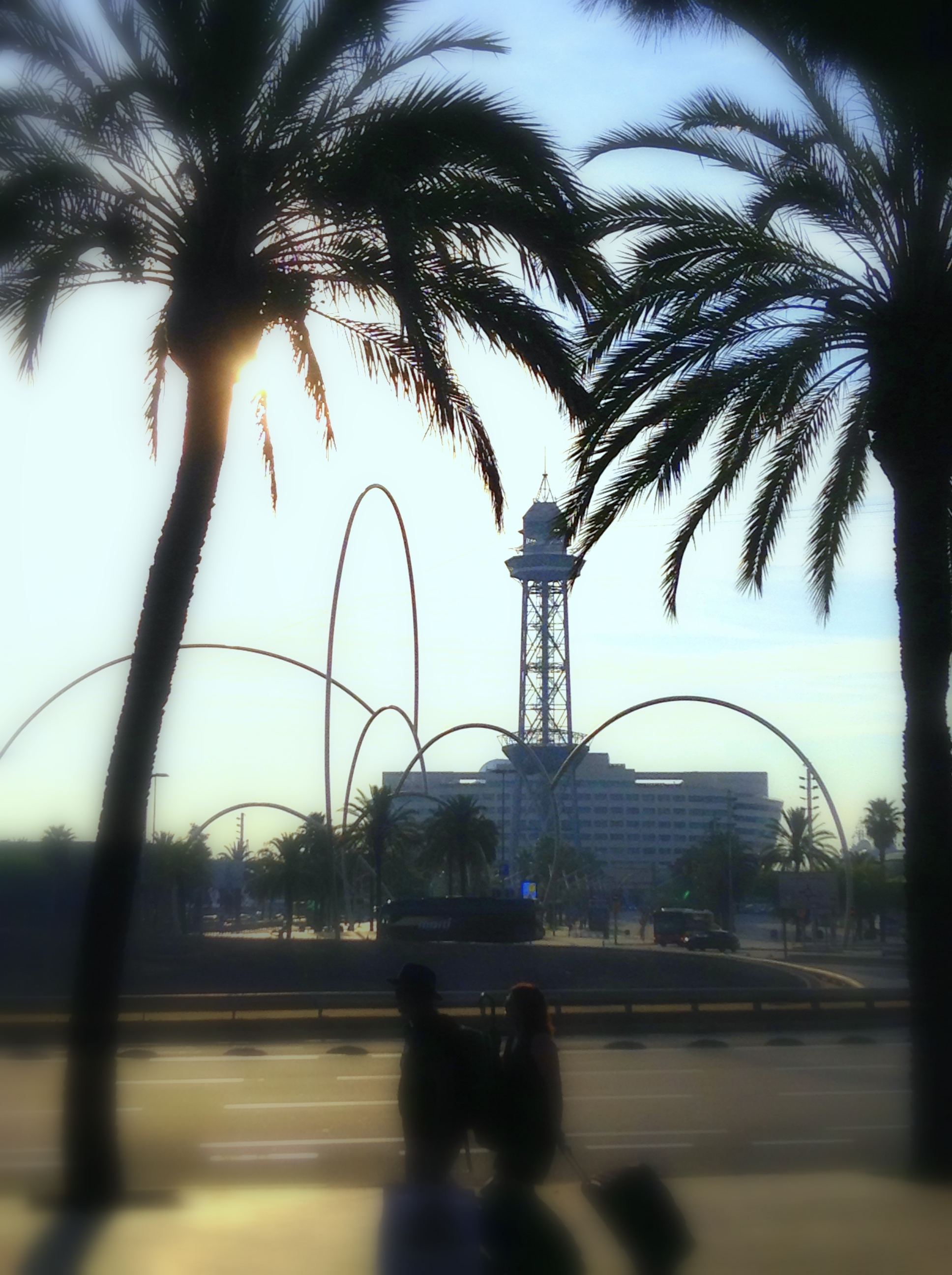
Perspectiva eix escultura A.Alfaro 2002

## Context
Aquest espai s'inscriu en el context de recuperació de l'espai portuari que s'inicia en aquest àmbit el 1981 i el segueix cinc anys després la remodelació del Moll de la Fusta, obra de l'arquitecte Manuel de Solà-Morales.
Les obres de construcció de la Ronda Litoral el 1991, suposen la incorporació d'una infraestructura tècnica que modifica i dona forma a l'espai del projecte de jardí i dibuixa l'actual plaça de les Drassanes. En aquesta ocasió, els arquitectes Daniel Navas i Neus Solé projecten per a aquesta gran plaça, un element simbòlic de "l'aproximació de Barcelona al mar" amb el disseny d'una successió de plataformes d'aigua, que uneixen la cota de ciutat amb el subsòl de la ronda, ocupant tot el cercle central, del qual emergeix una peça escultòrica d'acer tubular. Arrencant de la base inferior, s'alçava fins a una alçada de 63 metres. La complexitat del projecte al costat de la proximitat dels Jocs Olímpics de 1992 introdueix la pragmàtica solució de modificar l'element al·legòric central de l'aigua pel carbó a través del projecte de l'arquitecte Pedro Barragán. De fet, durant algun temps aquest espai es va conèixer com a plaça de la Carbonera. El gran element escultòric no es "materialitzaria" fins al 2002 amb l'obra Ones d'Andreu Alfaro que recupera la dimensió ascendent amb set grans arcs d'acer inoxidable que s'hissen fins a 40 metres col·locant-se sobre l'eix del cercle que dona accés a les estacions marítimes i el World Trade Center Barcelona projectat per l'arquitecte novaiorquès Henry N. Cobb en 1988 i inaugurat en 1999.

## Vegetació
Trobem en aquests jardins algunes espècies com el Espinillo (Parkinsonia aculeata), l'arbre de l'amor (Cercis siliquastrum), l'acàcia (Robinia pseudoacacia) i algunes palmeres com la datilera, entre d'altres espècies com l'arbre de la llana (Ceiba speciosa) i el pal borratxo blanc (Ceiba insignis).

## Galeria

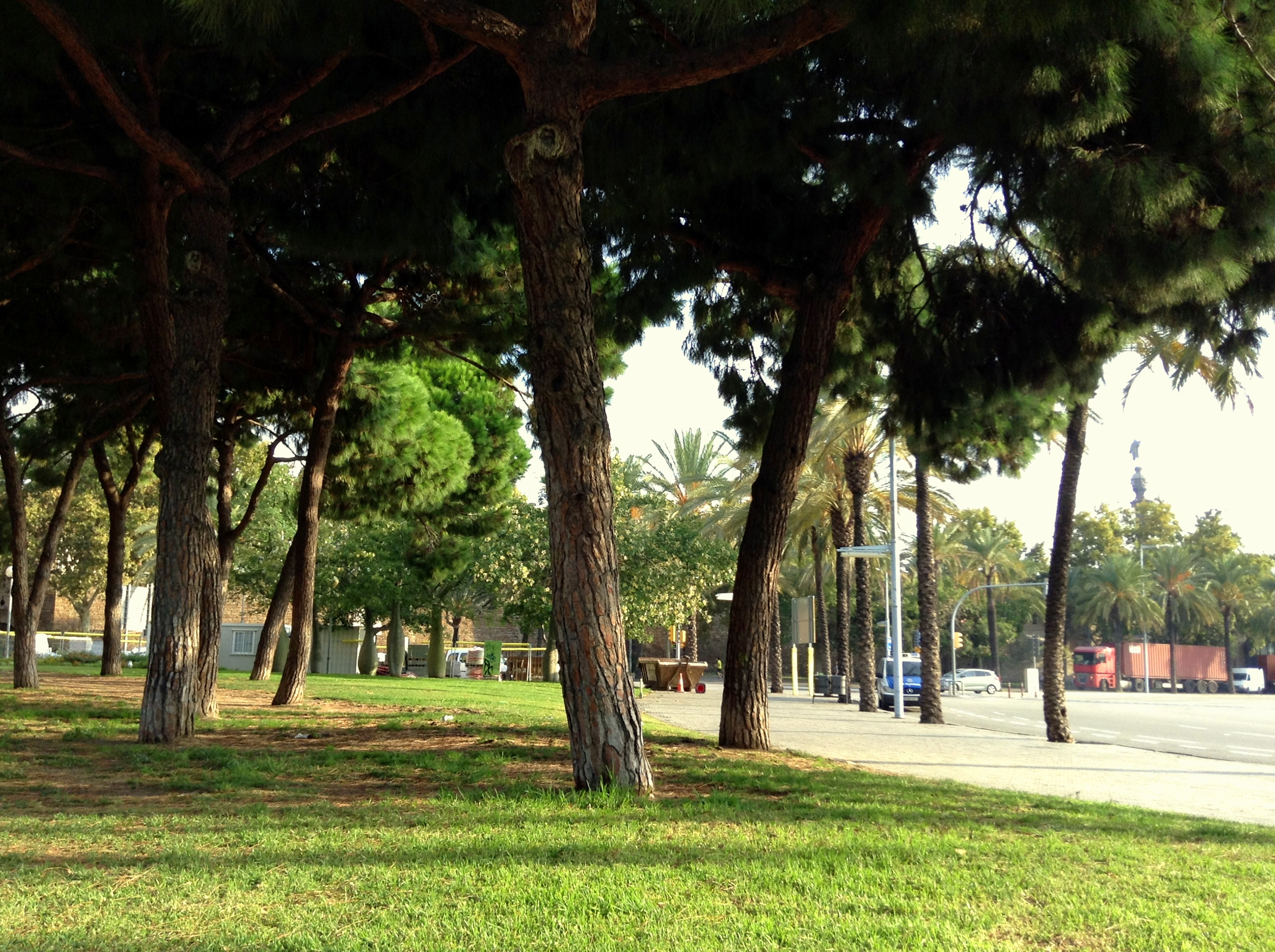
Pins esplanada Drassanes
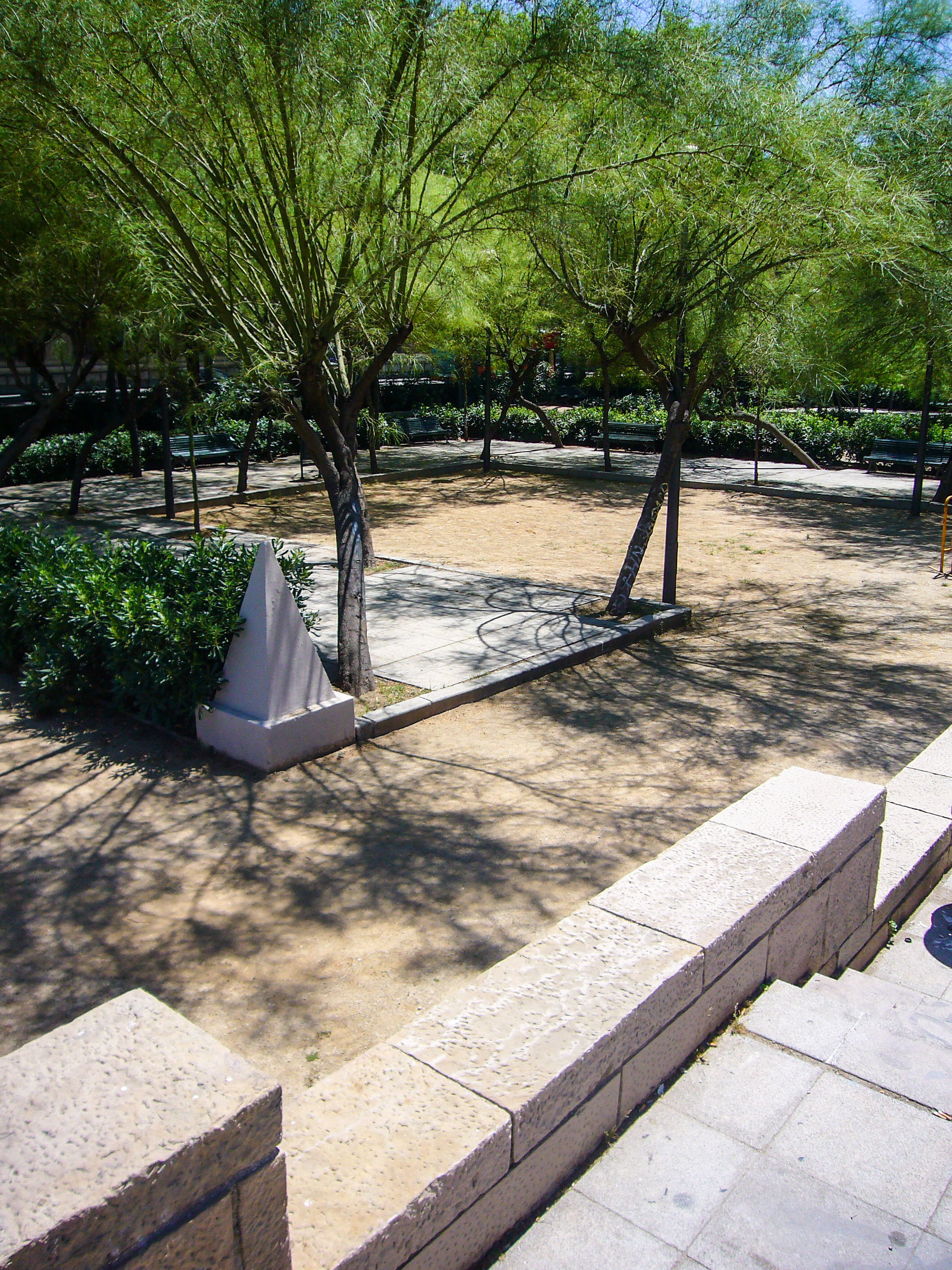
Escala jardí interior
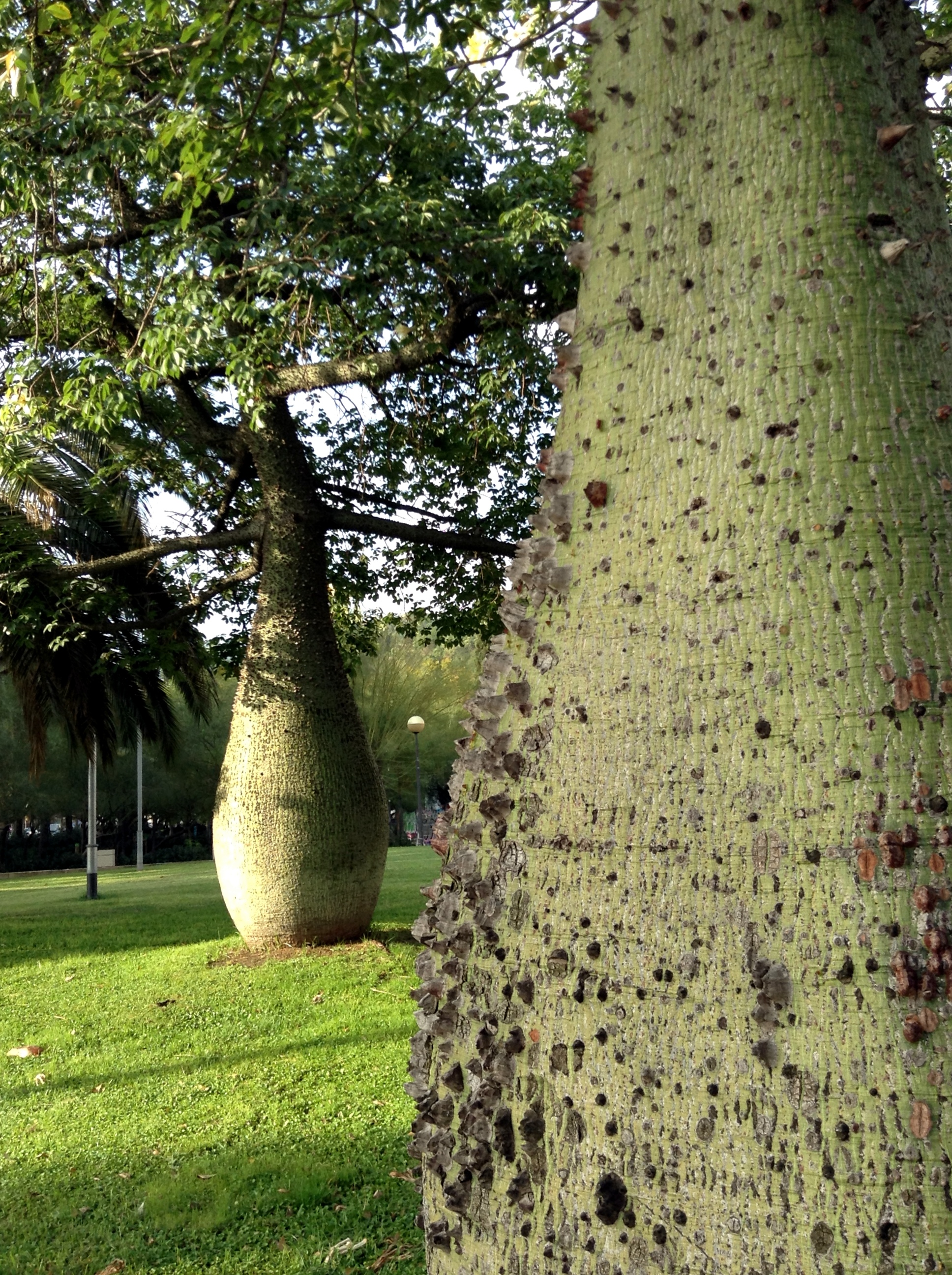
Ceiba insignis (Palo borracho blanco)
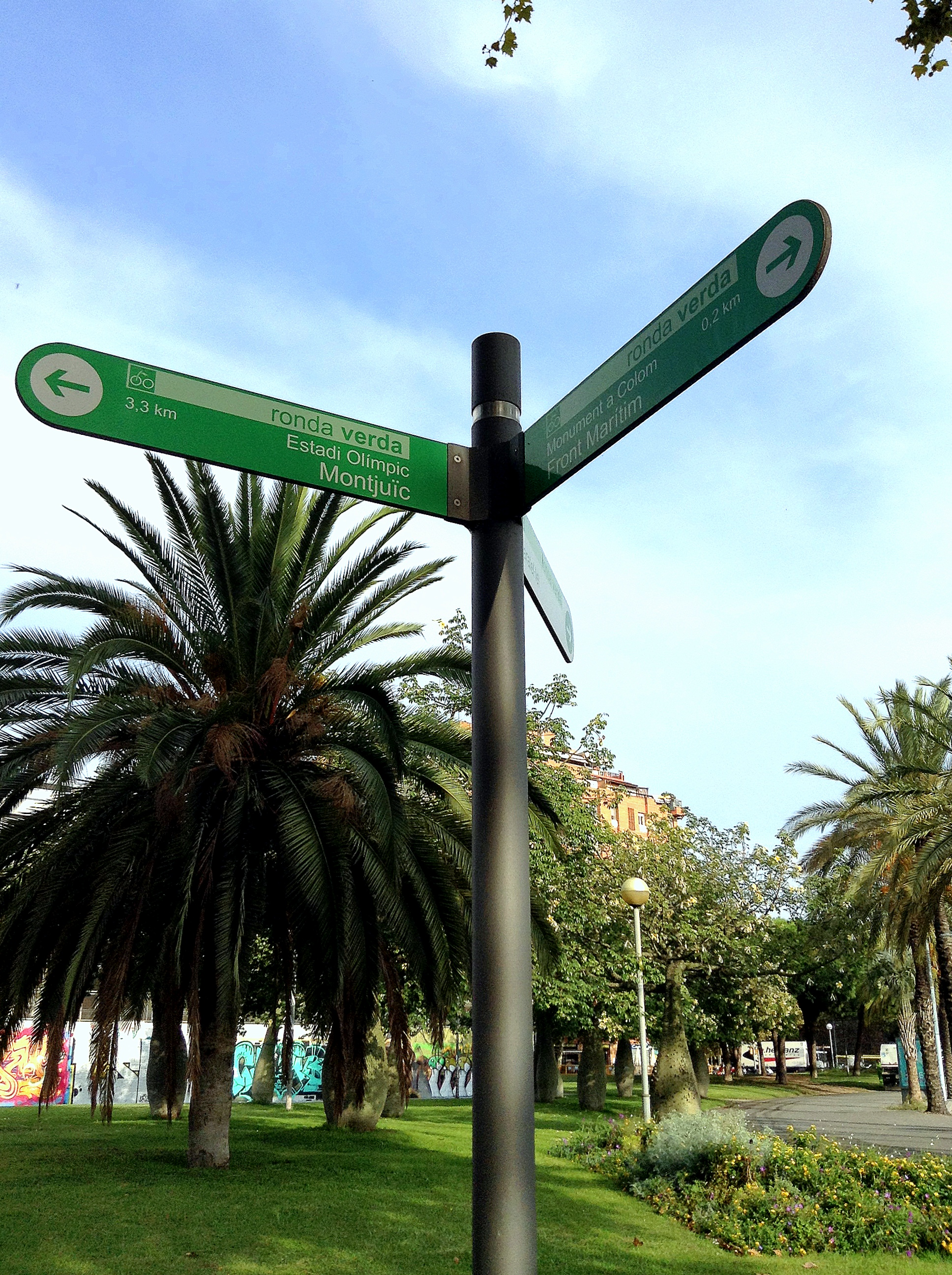
Indicador recorreguts verds
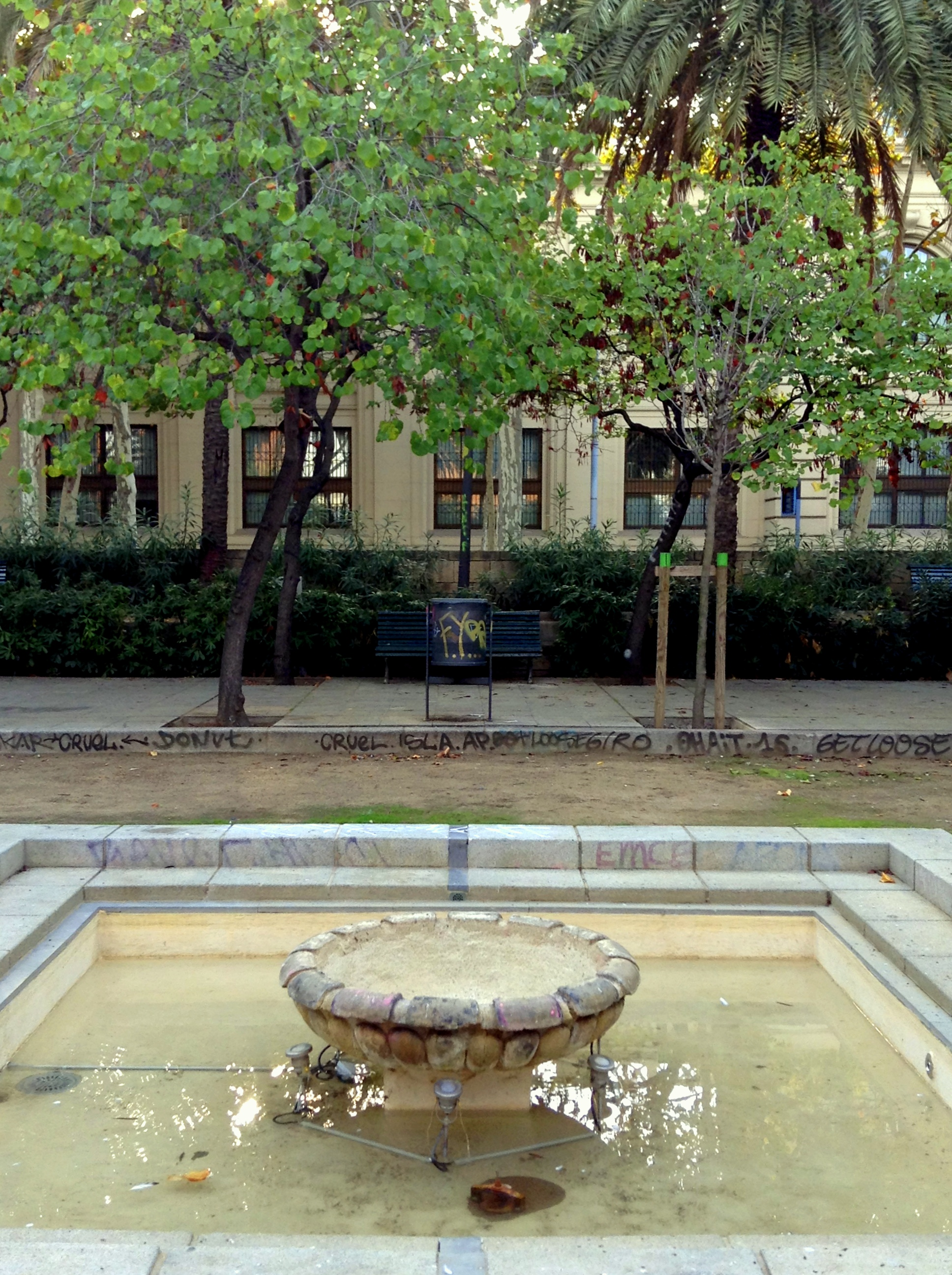
Font J.C.N. Forestier
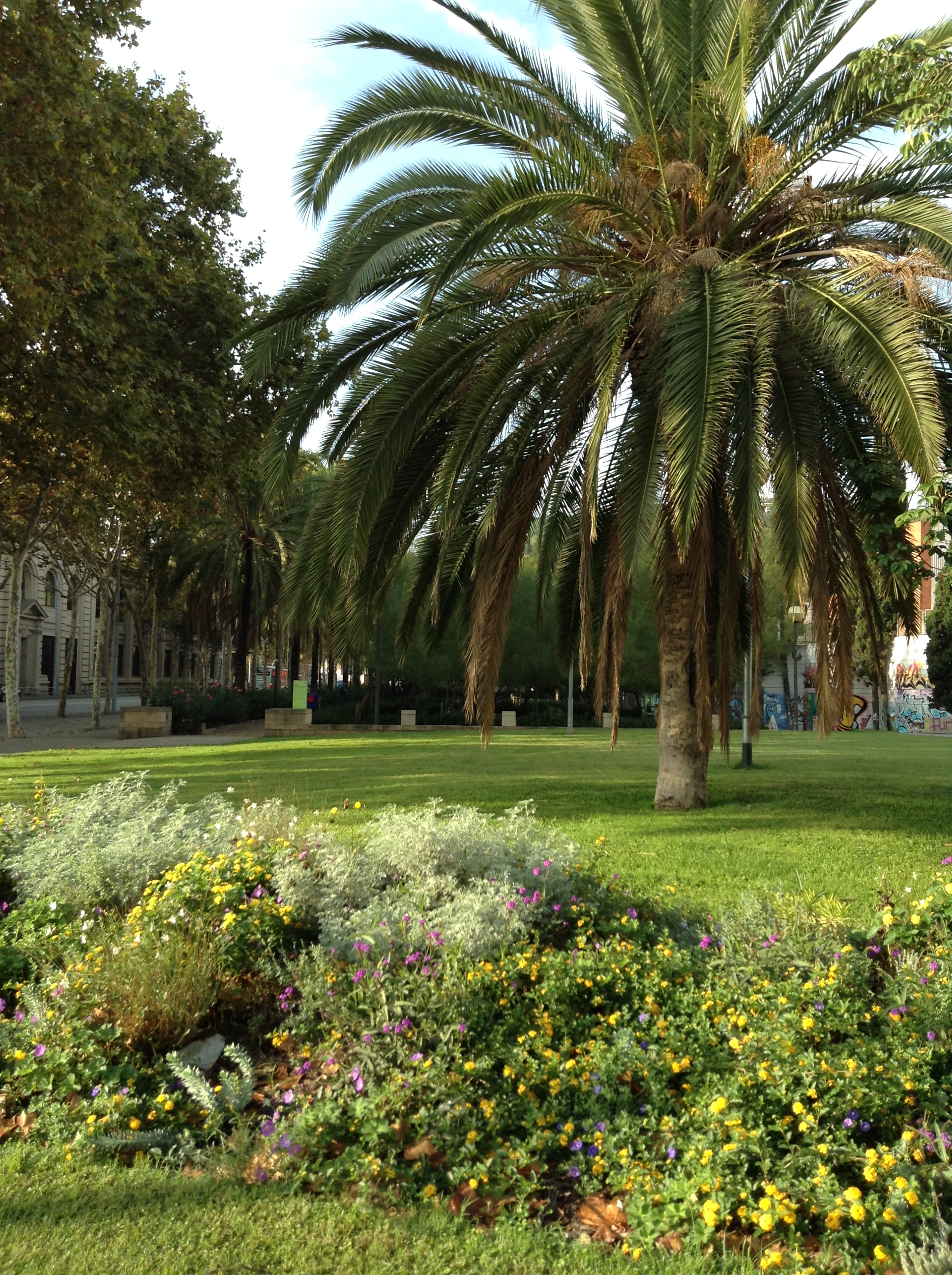
Esplanada verd
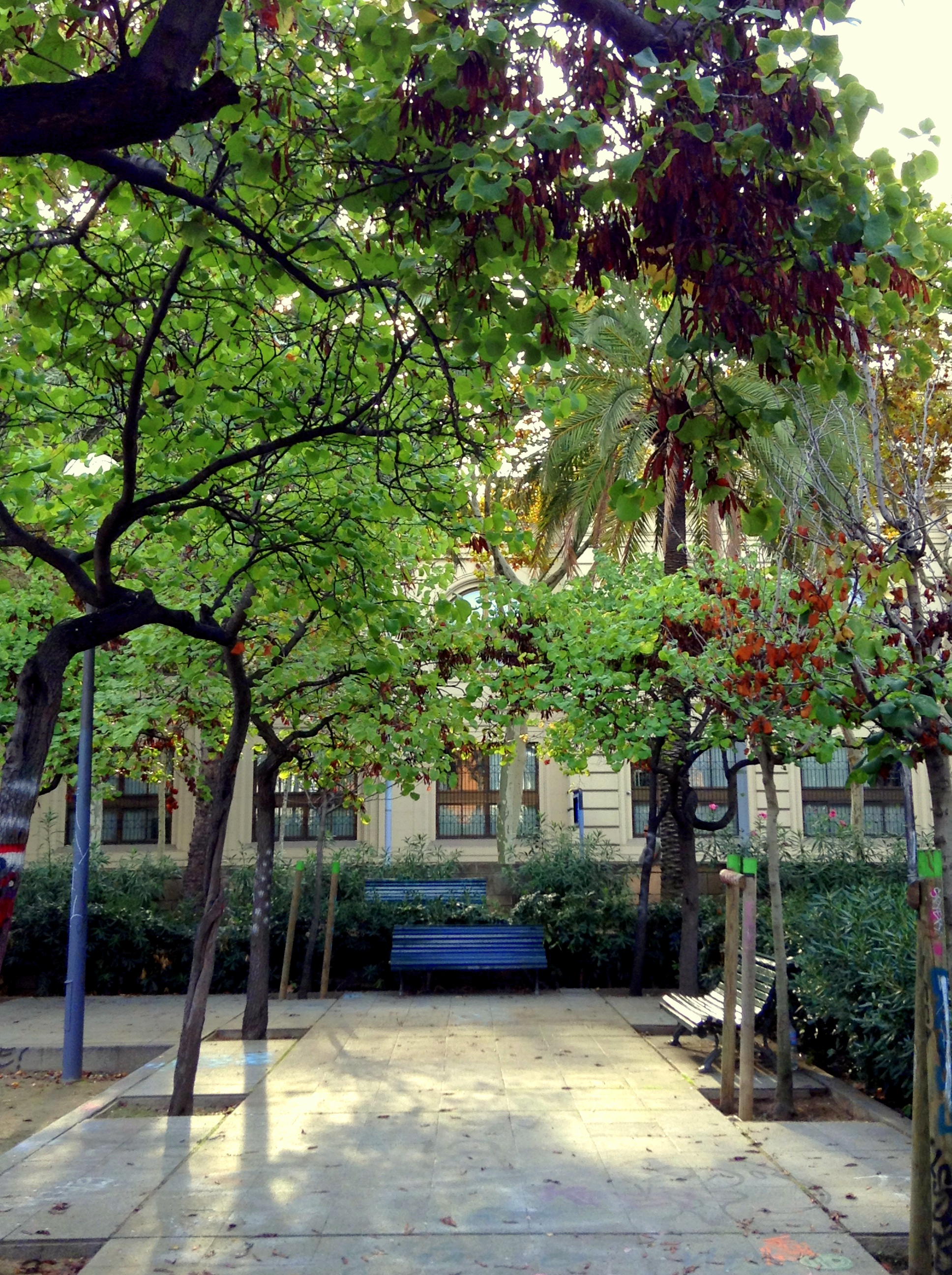
Espai de descans
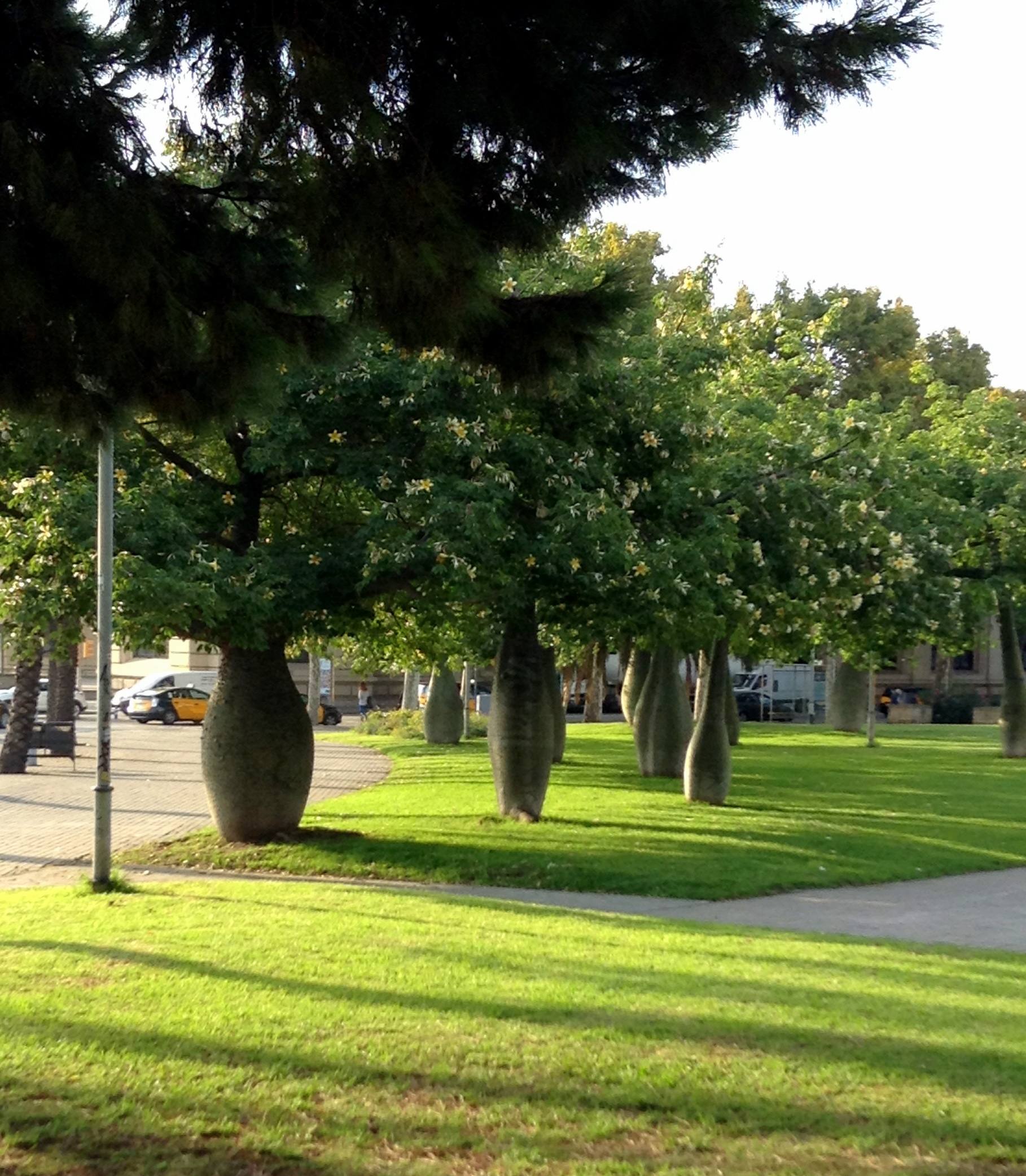
Esplanada transició
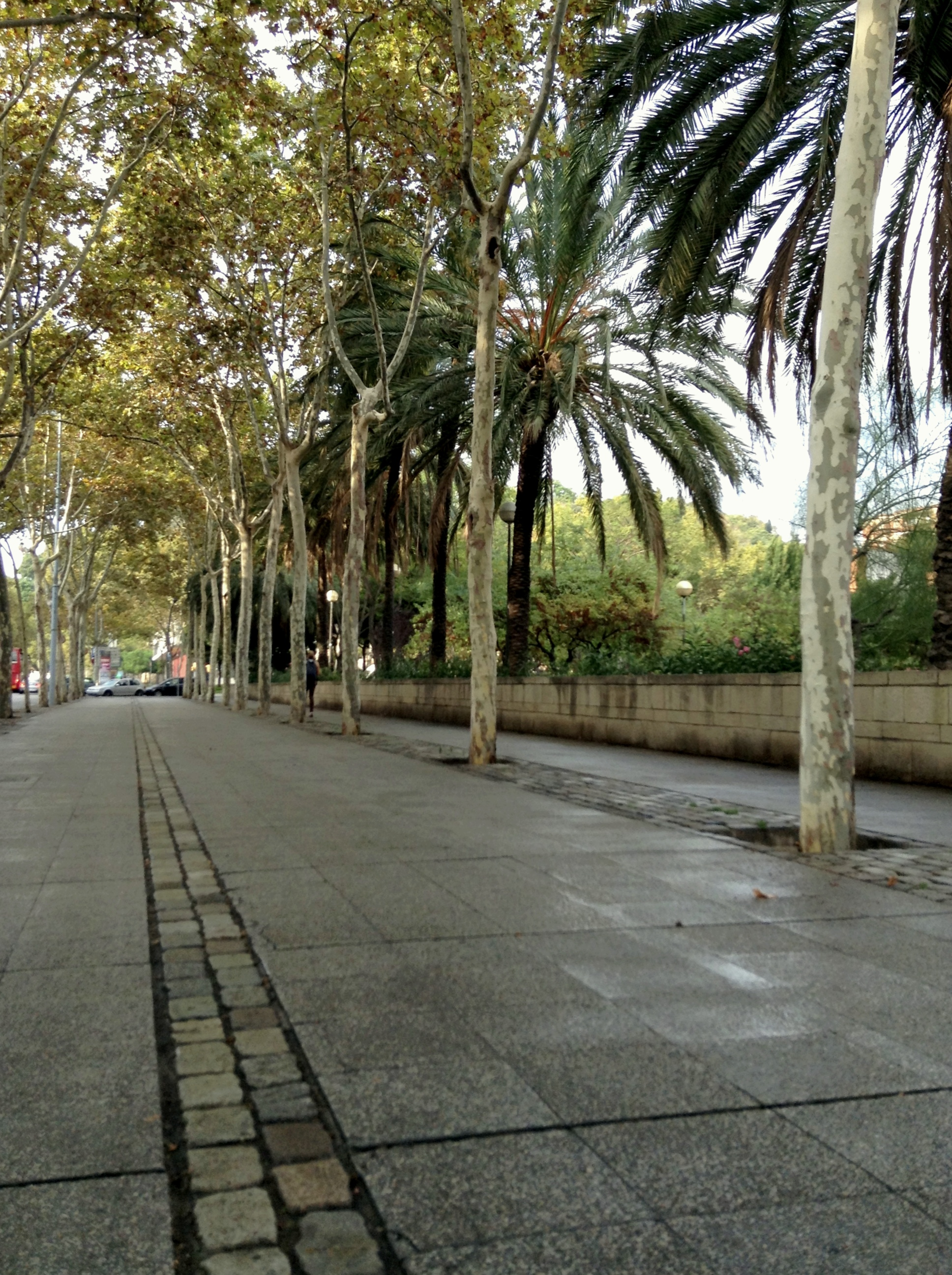
Espai passeig exterior
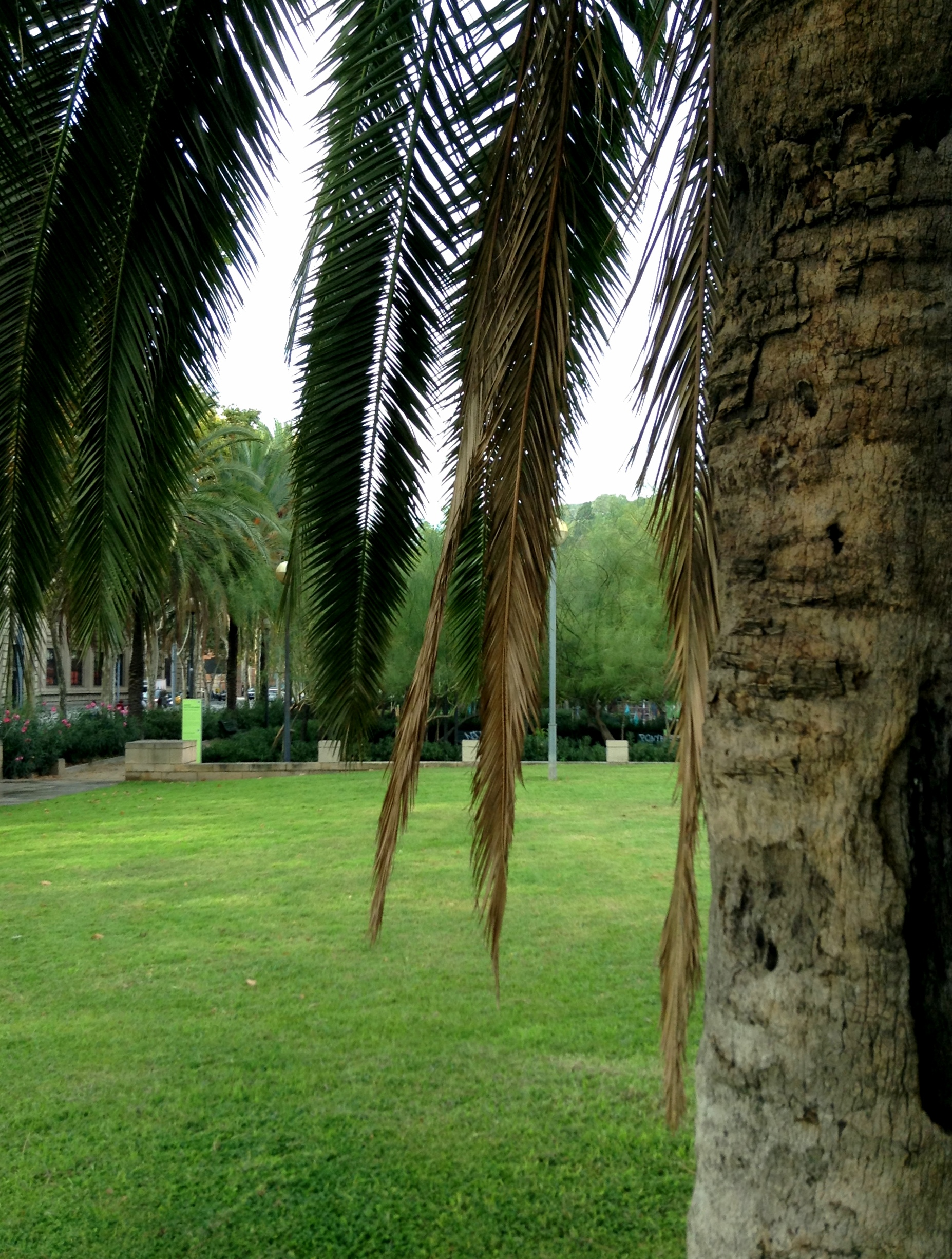
Palmera en esplanada
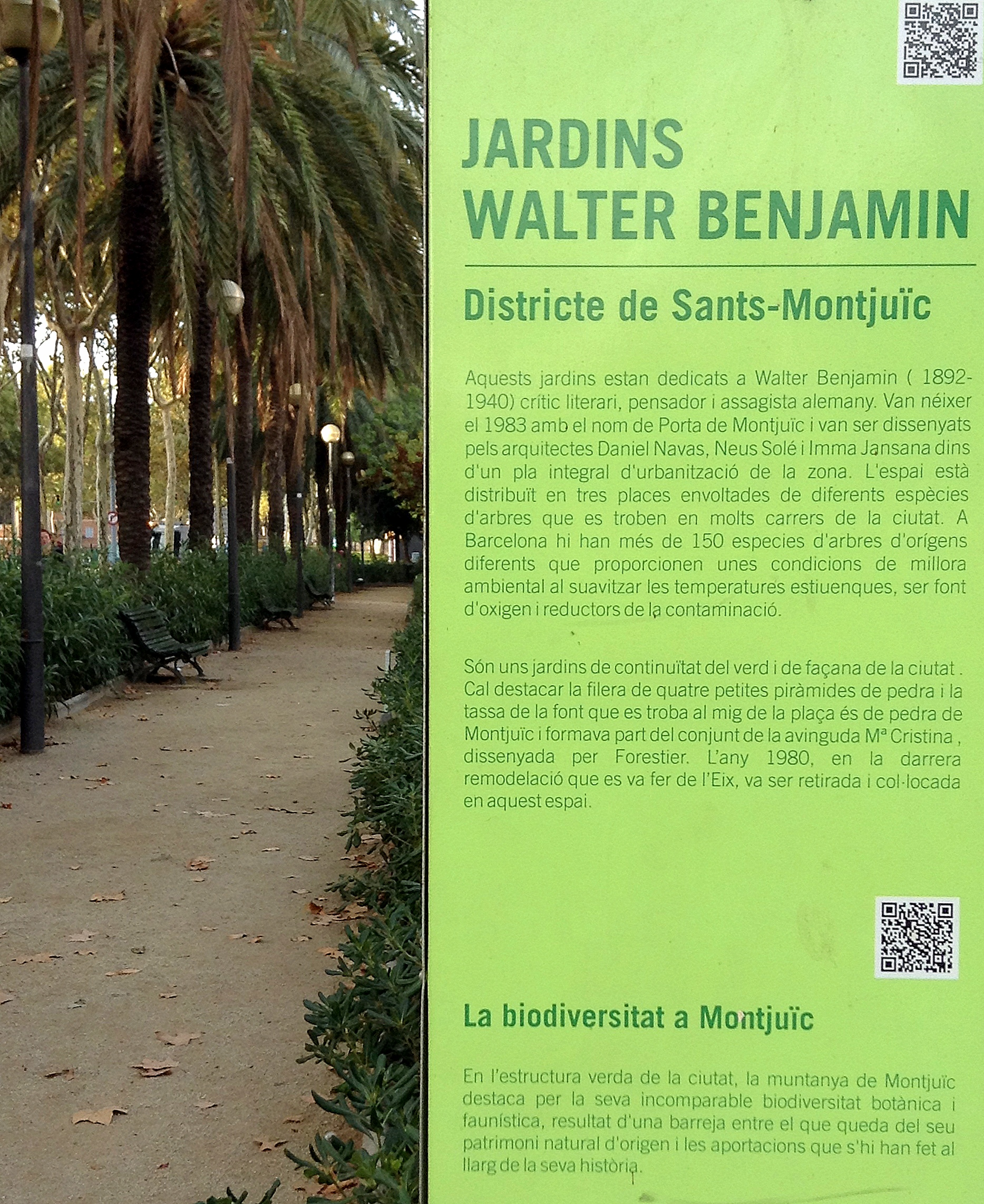
Rètol informatiu del jardí